# NSW 윤
이승윤(2004년 1월 10일~)은 예명 NSW 윤(NSW yoon, 2004년 1월 10일 ~ )으로 더 잘 알려진 대한민국의 래퍼이다.

## 생애
이승윤은 2004년 1월 10일에 인천광역시에서 태어났다. 캐나다에 사는 사촌을 통해 힙합을 접했고, NLE 차파에게 많은 영향을 받았다.

## 경력
NSW 윤은 2021년에 데뷔 싱글 "Period"를 발매했다. 2022년 1월에 데뷔 EP <BALLON D'OR>를 발매했고, 10월에 <쇼미더머니11>에 출연했다.

## 출연 작품

### TV
| 연도 | 제목           | 역할        | 각주  |
| ---- | -------------- | ----------- | ----- |
| 2022 | <쇼미더머니11> | 참가자(8위) | [ 2 ] |